# Svinárský potok
Svinárský potok je malý vodní tok na území Chráněné krajinné oblasti Bílé Karpaty ve Zlínském kraji nedaleko hranice se Slovenskem. Je pravostranným přítokem řeky Klanečnice, do níž se vlévá ve vesnici Květná, která je součástí obce Strání. Plocha jeho povodí je 8,08 km² a spadá do povodí Váhu. Správcem toku jsou Lesy České republiky, oblastní správa toků Vsetín.

## Popis toku
Potok protéká Straňanskou kotlinou a jeho břehy jsou téměř po celé jeho délce zalesněny.

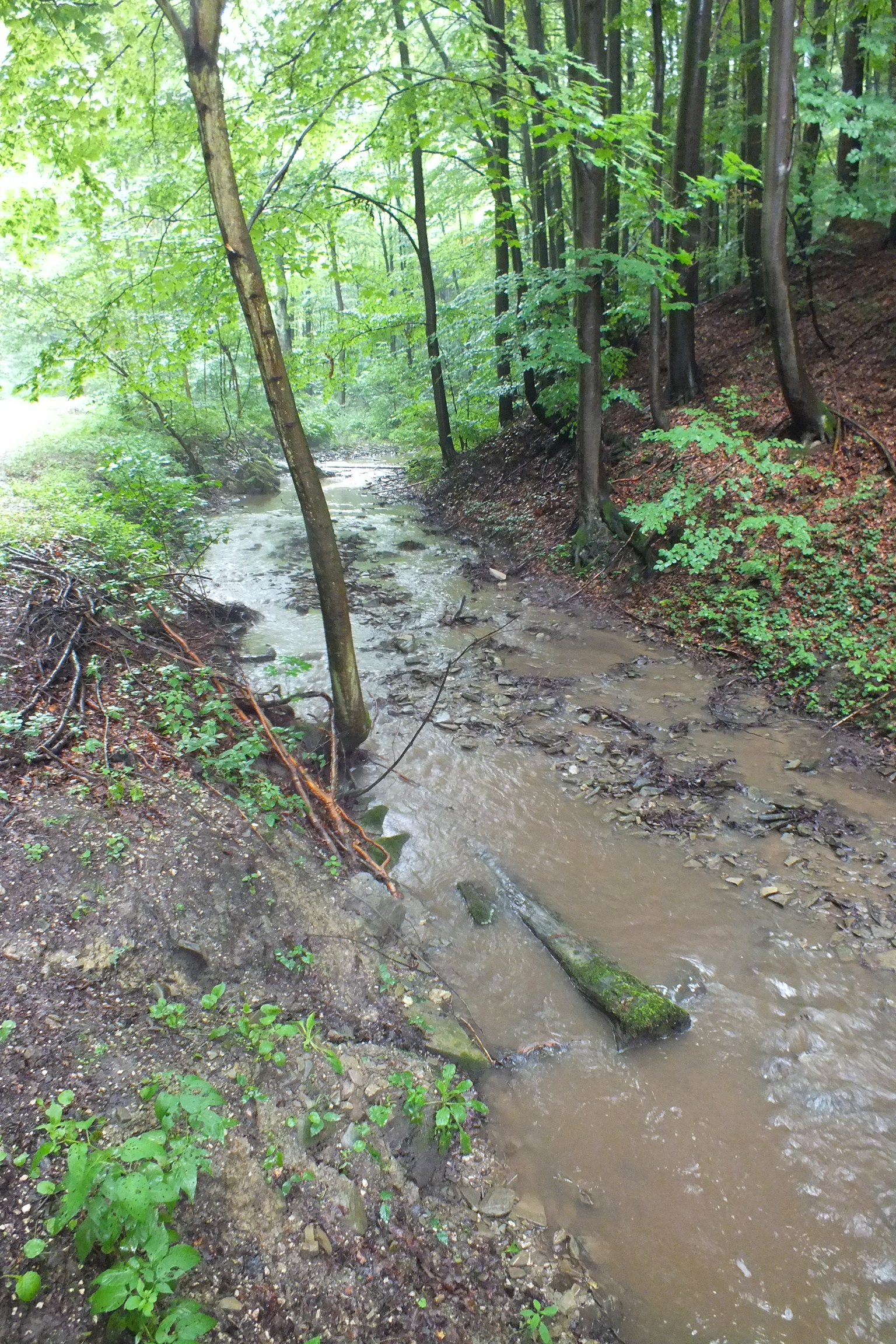
Svinárský potok

Na jeho levém údolním svahu se nachází přírodní památka Mechnáčky. Jeho voda je hodnocena jako čistá až po vesnici Květná, kde ji znečišťují zejména Moravské sklárny Květná. Asi 200 metrů před jeho ústím do Klanečnice začíná tvrdá kamenná úprava jeho toku a při soutoku je vysoký kamenný stupeň.
V lokalitě U Cicůrku se nachází odběrné místo vody zásobující obec Strání. Voda se odtud vede podzemním potrubím do vodárny asi o 300 metrů níže, kde se upravuje na vodu pitnou. Vodárna byla zprovozněna roku 2003, neboť místní studny vyhloubené v jílu zachycují převážně jen povrchovou vodu a často vysychají, což ještě více zhoršily zemědělské zásahy v krajině v okolí obce, především meliorace, scelení polí a odstranění mezí a stromů. V tomto místě potokem protéká 50 litrů vody za sekundu, přičemž vodárna běžně odebírá 7 l/s po dobu 12 hodin denně.
Potok je součástí pstruhového revíru Klanečnice 1, jehož pramenné části jsou chovné, ovšem rybolov je zde zakázán. Na březích potoka žijí ptáci skorec vodní (Cinclus cinclus) a ledňáček říční (Alcedo atthis).
U silničního mostu se v řečišti potoka objevují výchozy drobně až středně zrnitého flyše javorinského souvrství vlárského vývoje bělokarpatské jednotky, které pokračují asi 100 metrů proti proudu. Mocnost turbiditních rytmů se pohybuje v rozsahu od 3 do 340 cm, v průměru 30 cm. Poměr pískovců k jílovcům v rytmu je 4:1. Modrošedé a hnědošedé pískovce mají mocnost od 2 do 300 cm, převážně tmavě zelenošedé, nevápnité jílovce se střípkovitým rozpadem mají mocnost od 1 do 80 cm, přičemž převládají jílovcové vložky do 10 cm. V jílovcích se téměř nevyskytují mikrofosílie společenstev nanoplanktonu, podle nalezených schránek dírkonošců lze usuzovat na původ ve svrchní křídě až spodním paleocénu.